# سامي غوتييريز
سامي غوتييريز (بالإسبانية: Sammy Gutiérrez)‏ مواليد 31 ديسمبر 1985 في ولاية بويبلا، المكسيك، هو ملاكم محترف مكسيكي. حقق بطولة رابطة الملاكمة العالمية.

## إحصائيات
خاض خلال مسيرته 44 نزالا، فاز في 33 وتعادل في 2 وخسر في 9. فاز بالضربة القاضية في 23 نزالا.

## روابط خارجية
- سامي غوتييريز على موقع بوكس ريك (الإنجليزية) (registration required)